# Eccellenza Piemonte-Valle d'Aosta 2002-2003
Il campionato italiano di calcio di Eccellenza regionale 2002-2003 è stato il dodicesimo organizzato in Italia. Rappresenta il sesto livello del calcio italiano.
Questi sono i gironi organizzati dal comitato regionale che raccolgono le formazioni piemontesi e valdostane.

## Girone A

### Squadre partecipanti
| Squadra                    | Città                        |
| -------------------------- | ---------------------------- |
| U.S. Aosta Sarre           | Aosta                        |
| A.S. Barengo               | Barengo (NO)                 |
| U.S. Castellamontevallorco | Castellamonte (TO)           |
| A.S. Dufour Varallo        | Varallo Sesia (VC)           |
| Fulgor Valdengo Tollegno   | Valdengo (BI), Tollegno (BI) |
| A.C. Giavenocoazze         | Giaveno (TO)                 |
| G.S. HM Arona              | Arona (NO)                   |
| G.S. Lascaris              | Pianezza (TO)                |
| Oleggio Sportiva           | Oleggio (NO)                 |
| Pool Cirievauda            | Cirié (TO)                   |
| A.S. Pro Settimo           | Settimo Torinese (TO)        |
| A.C. Rivoli                | Rivoli (TO)                  |
| U.S. Rivarolese 1906       | Rivarolo Canavese (TO)       |
| A.C. Settimo               | Settimo Torinese (TO)        |
| A.S. Sunese                | Suno (NO)                    |
| U.S. Varalpombiese         | Varallo Pombia (NO)          |

### Classifica finale
|  | Pos. | Squadra                  | Pt | G  | V  | N  | P  | GF | GS | DR  |
|  | ---- | ------------------------ | -- | -- | -- | -- | -- | -- | -- | --- |
|  | 1.   | Barengo Sparta           | 62 | 30 | 17 | 11 | 2  | 47 | 22 | +25 |
|  | 2.   | Oleggio Sportiva         | 59 | 30 | 16 | 11 | 3  | 44 | 22 | +22 |
|  | 3.   | Rivoli                   | 59 | 30 | 17 | 8  | 5  | 74 | 37 | +37 |
|  | 4.   | Pool Cirievauda          | 51 | 30 | 15 | 6  | 9  | 51 | 35 | +16 |
|  | 5.   | Lascaris                 | 51 | 30 | 14 | 9  | 7  | 42 | 27 | +15 |
|  | 6.   | Aosta Sarre              | 50 | 30 | 13 | 11 | 6  | 48 | 36 | +12 |
|  | 7.   | Settimo                  | 42 | 30 | 11 | 9  | 10 | 38 | 36 | +2  |
|  | 8.   | Rivarolese               | 41 | 30 | 11 | 8  | 11 | 49 | 40 | +9  |
|  | 9.   | HM Arona                 | 39 | 30 | 9  | 12 | 9  | 48 | 46 | +2  |
|  | 10.  | Giavenocoazze            | 37 | 30 | 9  | 10 | 11 | 38 | 35 | +3  |
|  | 11.  | Fulgor Valdengo Tollegno | 37 | 30 | 10 | 7  | 13 | 41 | 49 | -8  |
|  | 12.  | Varalpombiese            | 35 | 30 | 8  | 11 | 11 | 35 | 39 | -4  |
|  | 13.  | Sunese                   | 28 | 30 | 7  | 7  | 16 | 29 | 47 | -18 |
|  | 14.  | Pro Settimo              | 28 | 30 | 7  | 7  | 16 | 30 | 54 | -24 |
|  | 15.  | Castellamontevallorco    | 24 | 30 | 5  | 9  | 16 | 30 | 53 | -23 |
|  | 16.  | Dufour Varallo           | 7  | 30 | 1  | 4  | 25 | 15 | 81 | -66 |

### Spareggio 2º posto
| Squadra 1        | Risultato | Squadra 2 |
| ---------------- | --------- | --------- |
| Oleggio Sportiva | 2 - 1     | Rivoli    |

| Ivrea 15 maggio 2003 | Oleggio Sportiva | 2 – 1 referto | Rivoli | Stadio Gino Pistoni |

### Spareggio 13º posto
| Squadra 1 | Risultato | Squadra 2   |
| --------- | --------- | ----------- |
| Sunese    | 1 - 0     | Pro Settimo |

| Trino 18 maggio 2003, ore 16:30 | Sunese | 1 – 0 referto | Pro Settimo |  |

### Play-out
| Squadra 1             | Totale | Squadra 2     | Andata | Ritorno |
| --------------------- | ------ | ------------- | ------ | ------- |
| Castellamontevallorco | 2 - 4  | Varalpombiese | 1 - 3  | 1 - 1   |
| Pro Settimo           | 1 - 1  | Sunese        | 1 - 1  | 0 - 0   |

#### Andata
| 25 maggio 2003, ore 16:30 | Castellamontevallorco | 1 – 3 | Varalpombiese |  |

| 25 maggio 2003, ore 16:30 | Pro Settimo | 1 – 1 | Sunese |  |

#### Ritorno
| 1º giugno 2003, ore 16:30 | Varalpombiese | 1 – 1 | Castellamontevallorco |  |

| 1º giugno 2003, ore 16:30 | Sunese | 0 – 0 | Pro Settimo |  |

## Girone B

### Squadre partecipanti
| Squadra                  | Città                   |
| ------------------------ | ----------------------- |
| U.S. Acqui               | Acqui Terme (AL)        |
| A.S. Albese              | Alba (CN)               |
| A.C. Asti                | Asti                    |
| A.C. Bra                 | Bra (CN)                |
| A.S.D.G. Centallo        | Centallo (CN)           |
| U.S. Cheraschese         | Cherasco (CN)           |
| A.C. Chieri              | Chieri (TO)             |
| F.B.C. Derthona 1908     | Tortona (AL)            |
| U.S. Fossanese           | Fossano (CN)            |
| U.S. Libarna             | Serravalle Scrivia (AL) |
| Moncalieri Calcio        | Moncalieri (TO)         |
| U.S. Nova Asti Don Bosco | Asti                    |
| U.S. Novese              | Novi Ligure (AL)        |
| U.S. Orbassano           | Orbassano (TO)          |
| A.C. Saluzzo             | Saluzzo (CN)            |
| U.S. Sommariva Perno     | Sommariva Perno (CN)    |

### Classifica finale
|  | Pos. | Squadra             | Pt | G  | V  | N  | P  | GF | GS | DR  |
|  | ---- | ------------------- | -- | -- | -- | -- | -- | -- | -- | --- |
|  | 1.   | Orbassano           | 68 | 30 | 20 | 8  | 2  | 57 | 25 | +32 |
|  | 2.   | Acqui               | 64 | 30 | 19 | 7  | 4  | 55 | 21 | +34 |
|  | 3.   | Novese              | 56 | 30 | 16 | 8  | 6  | 51 | 29 | +22 |
|  | 4.   | Asti                | 53 | 30 | 15 | 8  | 7  | 39 | 23 | +16 |
|  | 5.   | Saluzzo             | 49 | 30 | 13 | 10 | 7  | 44 | 29 | +15 |
|  | 6.   | Centallo            | 42 | 30 | 12 | 6  | 12 | 43 | 46 | -3  |
|  | 7.   | Nova Asti Don Bosco | 42 | 30 | 12 | 6  | 12 | 41 | 46 | -5  |
|  | 8.   | Derthona            | 41 | 30 | 10 | 11 | 9  | 44 | 36 | +8  |
|  | 9.   | Bra                 | 41 | 30 | 10 | 11 | 9  | 37 | 36 | +1  |
|  | 10.  | Sommariva Perno     | 39 | 30 | 9  | 12 | 9  | 47 | 42 | +5  |
|  | 11.  | Cheraschese         | 39 | 30 | 10 | 9  | 11 | 38 | 39 | -1  |
|  | 12.  | Libarna             | 38 | 30 | 10 | 8  | 12 | 42 | 39 | +3  |
|  | 13.  | Chieri              | 37 | 30 | 10 | 7  | 13 | 36 | 44 | -8  |
|  | 14.  | Albese              | 21 | 30 | 5  | 6  | 19 | 39 | 78 | -39 |
|  | 15.  | Fossanese           | 14 | 30 | 2  | 8  | 20 | 26 | 56 | -30 |
|  | 16.  | Moncalieri          | 11 | 30 | 2  | 5  | 23 | 16 | 66 | -50 |

### Play-out
| Squadra 1 | Totale | Squadra 2 | Andata | Ritorno |
| --------- | ------ | --------- | ------ | ------- |
| Fossanese | 2 - 3  | Libarna   | 1 - 1  | 1 - 2   |
| Albese    | 0 - 4  | Chieri    | 0 - 4  | 0 - 0   |

#### Andata
| 25 maggio 2003, ore 16:30 | Fossanese | 1 – 1 | Libarna |  |

| 25 maggio 2003, ore 16:30 | Albese | 0 – 4 | Chieri |  |

#### Ritorno
| 1º giugno 2003, ore 16:30 | Libarna | 2 – 1 | Fossanese |  |

| 1º giugno 2003, ore 16:30 | Chieri | 0 – 0 | Albese |  |